# 俄亥俄州州旗
俄亥俄州州旗，为燕尾形旗帜，也是美国50州现行州旗中唯一的非矩形的旗帜，启用于1902年7月10日，纵横比例8：13。
旗帜采用了和美国国旗一样的红、白、蓝三色，意在表明俄亥俄州是美国的一部分，旗帜左侧蓝色部分有17颗五角星。

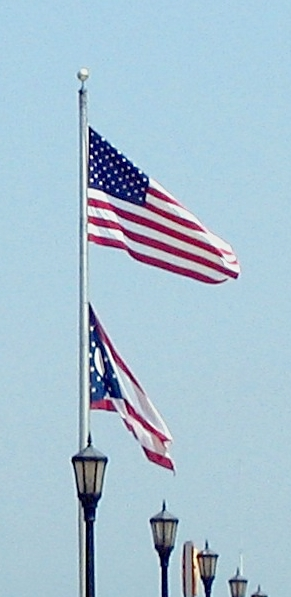
同在一根旗杆上的美国国旗与俄亥俄州州旗（下方）